# Baturono (Sukodadi)
Baturono is een bestuurslaag in het regentschap Lamongan van de provincie Oost-Java, Indonesië. Baturono telt 2563 inwoners (volkstelling 2010).